# 120-PM-43

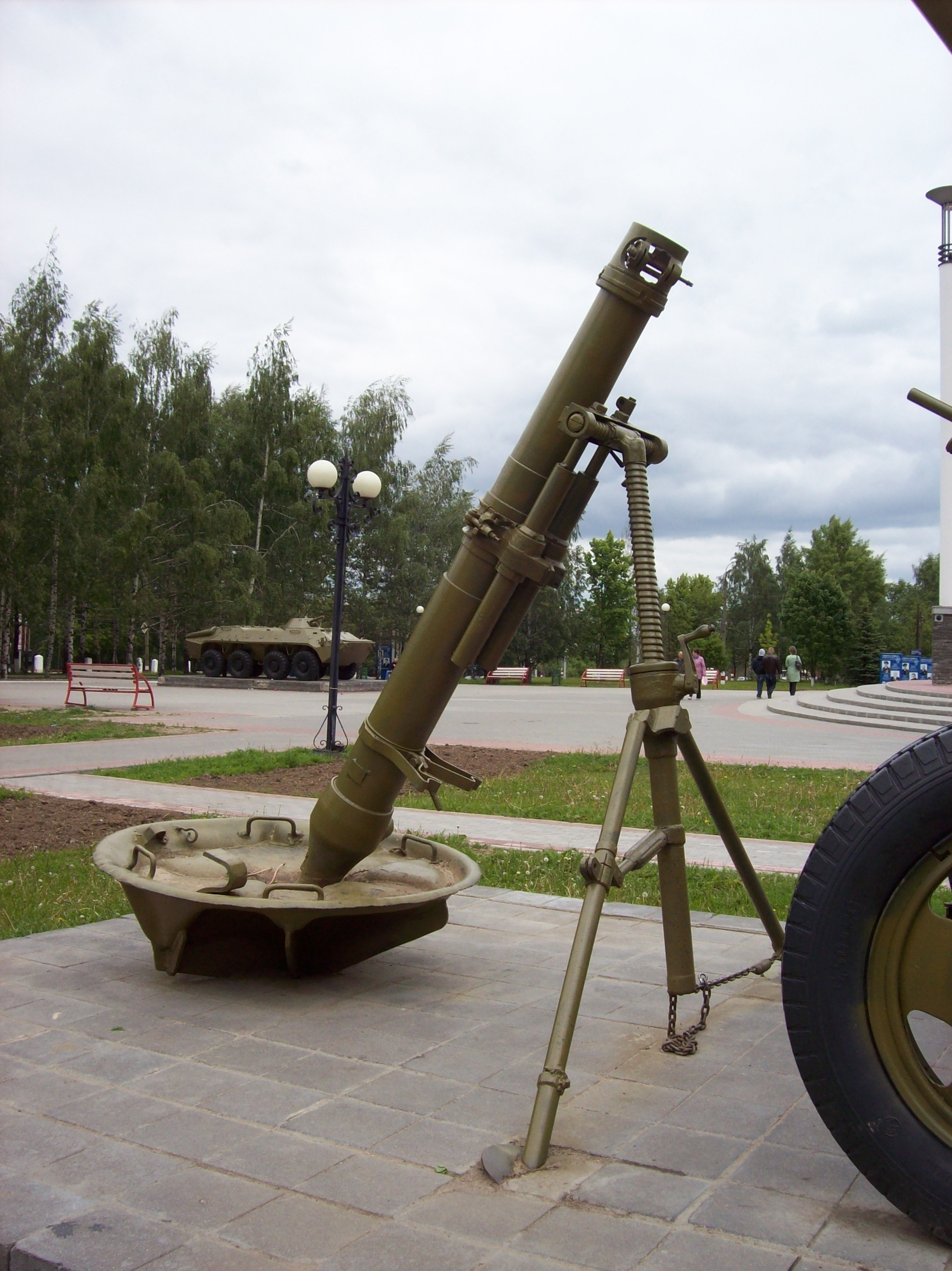
Súng cối 120 mm 120-PM-43

120-PM-43 hay còn có tên gọi là M-43 là một loại súng cối do Liên Xô nghiên cứu và sản xuất năm 1943 dựa trên súng cối M-1938 120 mm. Đứng đầu đội nghiên cứu là nhà thiết kế A. A. Kotov. Tên gọi của khối Tây Âu (NATO) sau này khi chiến tranh Lạnh nổ ra đối với loại súng này là M-1943 hay gọi tắt là M-43. Sau này 120-PM-43 được thay thế bằng súng cối 2B11 Sani cũng có cỡ nòng 120 mm, sản xuất năm 1981.
Súng khá thành công, được sử dụng từ năm 1943 đến năm 1981, thường được biên chế theo cấp trung đoàn. Súng được sử dụng rộng rãi trong Chiến tranh thế giới thứ hai, Nội chiến Trung Quốc, Chiến tranh Triều Tiên và Chiến tranh Việt Nam cùng nhiều cuộc chiến khác về sau. Hiện nay nó vẫn được nhiều quân đội trên thế giới sử dụng như Quân đội Nga, Quân Giải phóng Nhân dân Trung Quốc, Quân đội Nhân dân Việt Nam và Quân đội Nhân dân Triều Tiên... Súng còn đặc biệt ở chỗ là 120-PM-43 có một vấu an toàn, tránh trường hợp các pháo thủ không bị hy sinh uổng phí do nạp đạn kép dẫn tới đạn nổ trong nòng súng. Sau này, các súng cối của Liên Xô đều có vấu an toàn dựa trên M-43.
Phiên bản biến thể của nó là Súng Cối Kiểu 55 của Trung Quốc sản xuất năm 1955.

## Thư Viện Ảnh

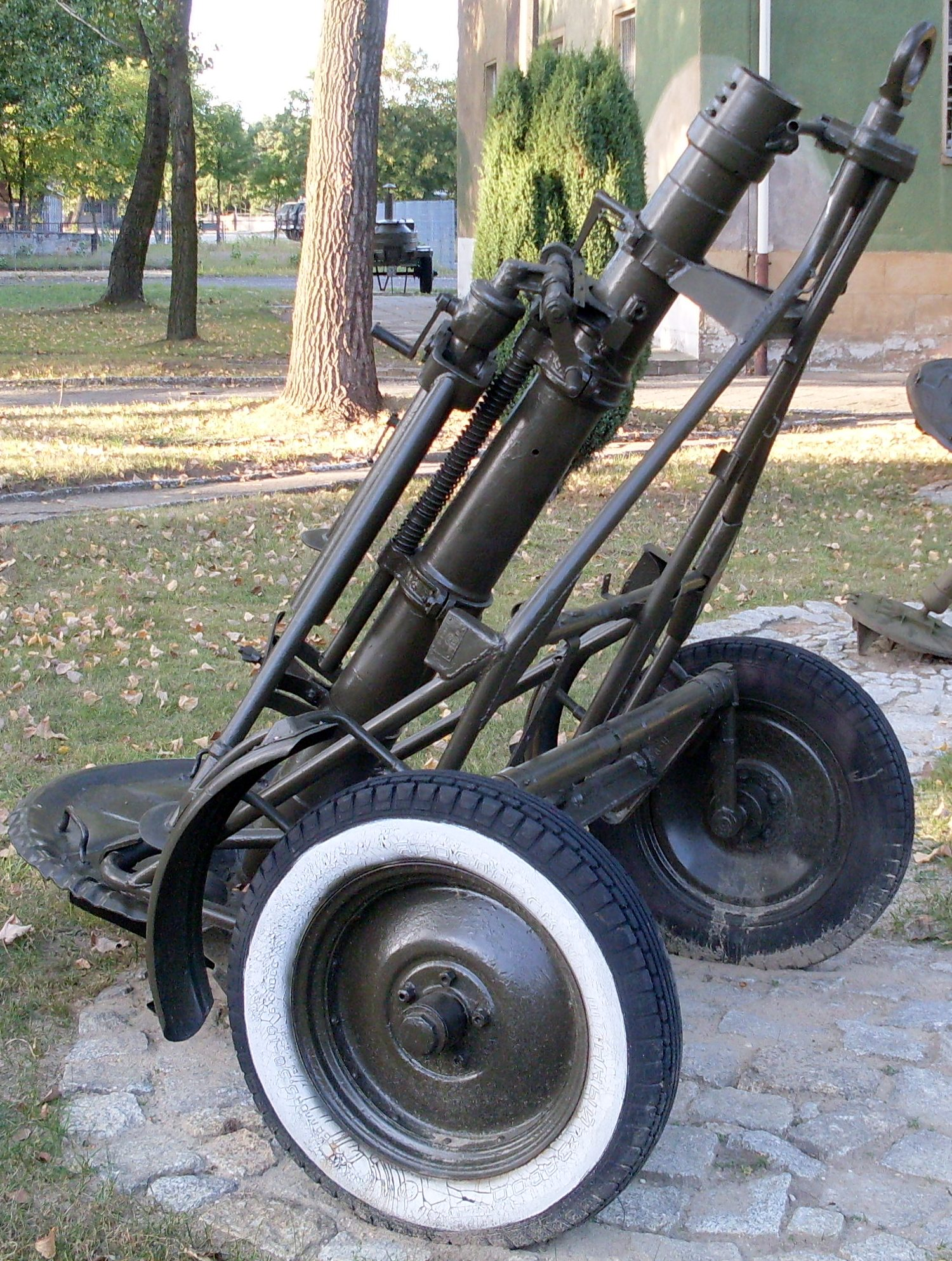
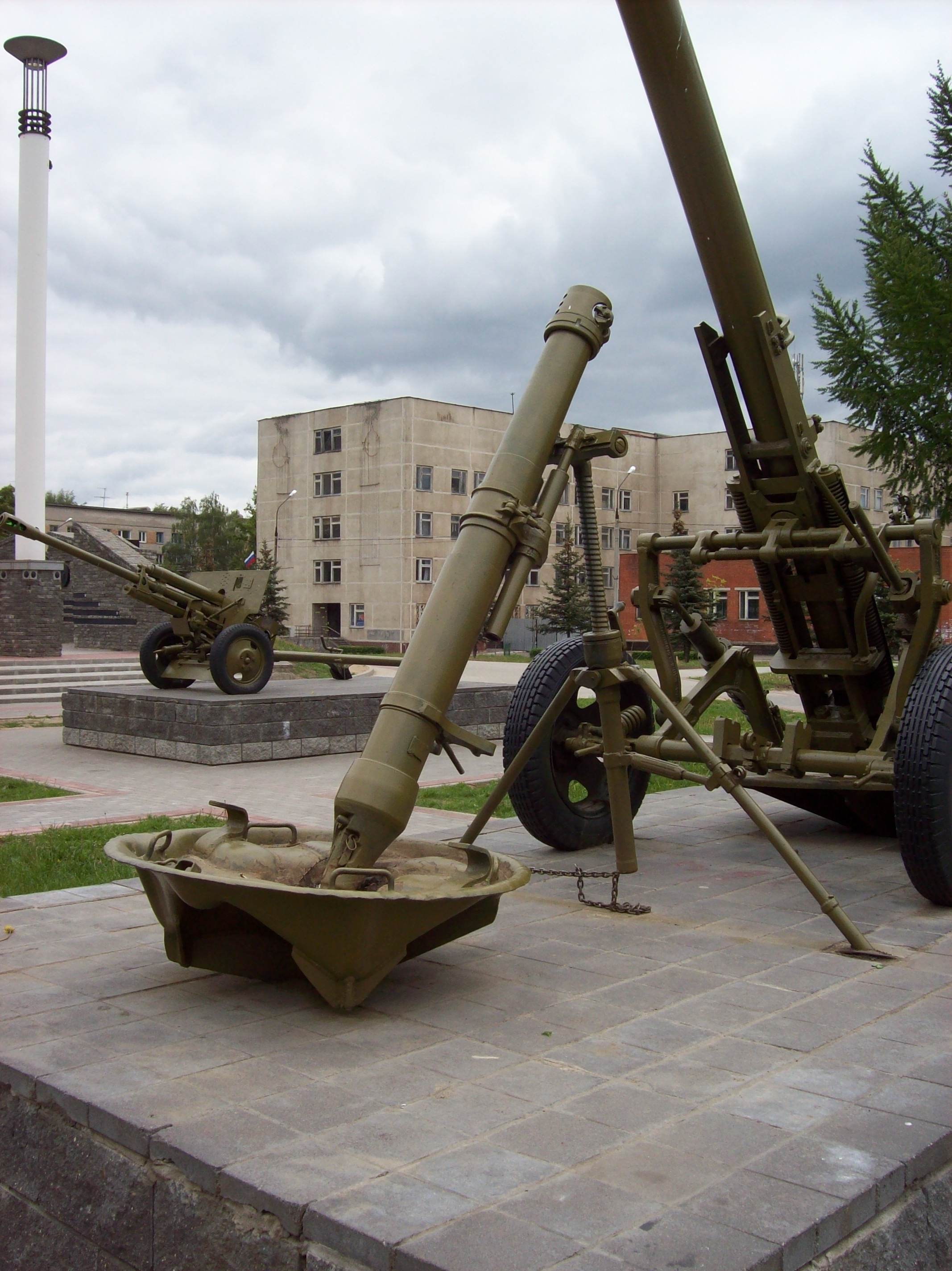

## Đặc điểm cơ bản
- Cỡ đạn: 120 mm
- Góc ngẩng: -+5 độ
- Sơ tốc: 272 m/s
- Trọng lượng súng: 275 kg (không đạn) và 280 kg (có đạn)
- Chiều cao: 1862 mm
- Tốc độ bắn: 15 phát/phút
- Tầm bắn xa nhất: 5,7 km